# Rik Makarem
Rik Makarem es un actor británico, más conocido por haber interpretado a Nikhil Sharma en la serie Emmerdale Farm.

## Biografía
Es hijo de Mandy y Marwan Makarem, tiene una hermana llamada Nicole Makarem.
Rik se graduó del Royal Scottish Academy of Music & Drama.

## Carrera
Rik participó en 24 Hours Emmerdale > EastEnders junto a los actores Tom Lister, James Thorton, Kelvin Fletcher, el productor Steve November y Ed Gration.
En el 2009 interpretó durante dos episodios al doctor Rupesh Patanjali en la serie Torchwood. También interpretó a James en un episodio de la serie FM.
Ese mismo año el 11 de septiembre de 2009 se unió al elenco de la exitosa serie británica Emmerdale Farm donde interpretó a Nicholas "Nikhil" Sharma, En mayo del 2013 se anunció que Rik dejaría la serie ese mismo año. hasta el 20 de agosto de 2013 después de que su personaje decidiera irse y mudarse a Toronto con su hija Molly después de la muerte de su esposa Gennie Walker. Rik regresó a a serie el 2016 y se fue nuevamente el  19 de febrero de 2016.
En el 2010 dio vida a Simon Rothstein en la serie Foyle's War y apareció en la película Anton Chekhov's The Duel donde interpretó a Atchmianov.
En el 2012 participó en el concurso All Star Family Fortunes donde jugó con su familia en contra de la actriz Brooke Vincent y su familia.
El 31 de agosto de 2016 se anunció que Rik se uniría al elenco de la serie médica Casualty donde dará vida al doctor de medicina de emergencia Sebastian Grayling.

## Filmografía

### Series de televisión
| Año                      | Título         | Personaje              | Notas                                  |
| ------------------------ | -------------- | ---------------------- | -------------------------------------- |
| 2016 - presente          | Casualty       | Dr. Sebastian Grayling | -                                      |
| 2009 - 2013, 2015 - 2016 | Emmerdale Farm | Nikhil Sharma          | 607 episodios                          |
| 2010                     | Foyle's War    | Simon Rothstein        | episodio "The Hide"                    |
| 2009                     | Torchwood      | Rupesh Patanjali       | Los niños de la Tierra 2 episodios     |
| 2009                     | FM             | James                  | episodio "Video Killed the Radio Star" |
| 2006                     | C-JAQ          | Jake                   | 10 episodios - miniserie               |

### Películas
| Año  | Título                   | Personaje  | Notas                                                 |
| ---- | ------------------------ | ---------- | ----------------------------------------------------- |
| 2010 | Anton Chekhov's The Duel | Atchmianov | junto a Andrew Scott, Fiona Glascott & Tobias Menxies |
| 2007 | Consent                  | Shiv       | -                                                     |
| 2006 | Whitout Walls            | Testigo    | corto                                                 |

### Apariciones
| Año  | Programa                 | Notas                        |
| ---- | ------------------------ | ---------------------------- |
| 2012 | All Star Family Fortunes | concursante - episodio # 7.3 |

### Teatro
| Año  | Título                        | Personaje         | Director (a)            | Teatro                   | Notas                                                 |
| ---- | ----------------------------- | ----------------- | ----------------------- | ------------------------ | ----------------------------------------------------- |
| 2007 | There's Something about Simmy | Harry             | Pravesh Kumar           | National Tour            | junto a Vineeta Rishi & Karen Fisher Pollard          |
| 2005 | The Life of Christ            | Jesus             | Suzanne Lofthus         | Dundas Castle            | junto a Rodd Christenson & Adam Reeves                |
| -    | Andorra                       | Innkeeper         | Adrian Osmand           | The New Atheneum Theatre | junto a Mark Wood, Allan Sawers & Gordon Brandie      |
| -    | Twelfth Night                 | Orsino            | Joyce Deans & Ros Steen | The Arches Theatre       | junto a Alexandra Silber, Mark Wood & Allan Sawers    |
| -    | Aladdin                       | Abanazar          | Alistair Hawthorn       | The New Atheneum Theatre | junto a Emun Elliot, Alexandra Silber & Andrew Hawley |
| -    | The Bite of the Night         | Gummery & Assafir | Hugh Hodgart            | The Chandler Theatre     | junto a Richard Madden, Emun Elliott & Colin Morgan   |